# Адрианов, Александр Александрович
Алекса́ндр Алекса́ндрович Адриа́нов (1861—1918[уточнить]) — московский градоначальник (7 февраля 1908 — июнь 1915), главноначальствующий над Москвой (11 июля 1914 — 5 мая 1915). Генерал-майор, генерал-майор Свиты.

## Биография
Родился 7 декабря 1861 года. Из дворян Санкт-Петербургской губернии. Православный.
Образование получил во 2-й Петербургской военной гимназии (1880) и 1-м Павловском военном училище (1882); окончил Александровскую военно-юридическую академию по 1-му разряду (1887—1890).
Был женат и имел двоих детей: сына Андрея (1893) и дочь Анну (1891).
Александр Адрианов — двоюродный брат по отцовской линии В. Н. Адрианова, конструктора первого русского войскового компаса с фосфоресцирующей подсветкой.
Проживал в Москве, где скончался 9 марта 1918 года от разрыва сердца.

### Деятельность
- В службу вступил 20.08.188 ; в 1882 выпущен в 108-й пехотный Саратовский полк.
  - Подпоручик (ст. 07.08.1882).
  - Поручик (ст. 15.05.1887).
  - Штабс-Капитан (ст. 09.06.1890).
- Прикомандирован к прокурорскому надзору Варшавского военно-окружного суда, где и прошла большая часть его службы.
  - Капитан (ст. 30.08.1892).
  - Подполковник (ст. 02.04.1895).
  - Полковник (ст. 18.04.1899).
- Служил в Варшавском и Петербургском военно-окружных судах: кандидат на военно-судебные должности (2 года и 11 месяцев), помощник военного прокурора (8 лет и 11 месяцев), военный следователь (3 года и 1 месяц).
- Участник русско-японской войны 1904—1905, и. д. военного следователя суда Маньчжурской армии.
- Осуществлял контроль за производством дознаний по делам о поджогах помещичьих усадеб в Эстляндской губернии ([1905), военном восстании в крепости Свеаборг (1906).
- Военный судья Московского военно-окружного суда (10.11.1906—31.10.1907).
- Генерал-майор (пр. и ст. 22.04.1907; за отличие).
- Военный судья Петербургского военно-окружного суда (31.10.1907—01.02.1908).
- Московский градоначальник (с 07.02.1908).
- За образцовое проведение 100-летнего юбилея Отечественной войны 1812 г. зачислен в Свиту Е. И. В. по армейской пехоте.
- Организовывал полицейское обеспечение чествования 300-летия Дома Романовых (02.1913).
- 11.07.1914—05.05.1915 — главноначальствующий над Москвой, затем вернулся к исполнению обязанностей градоначальника.
- 30.05.1915 — уволен с поста градоначальника (подал прошение об отставке по требованию министра внутренних дел Н. А. Маклакова в связи с немецкими погромами) с оставлением в Свите Е. И. В. (вплоть до 1917).
- 10.1915 — Московской судебной палатой возбуждено дело против Адрианова за бездействие власти, приведшее к немецким погромам 25.05.—29.05.1915.

### Градоначальник Москвы

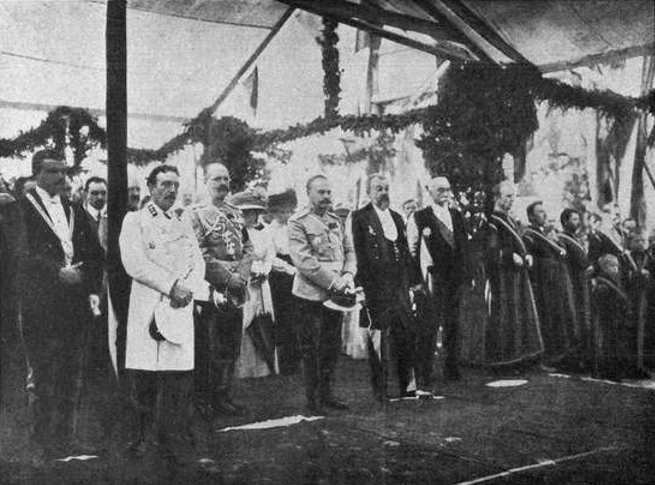
1911 год. Молебен перед закладкой Московского городского народного университета имени А. Л. Шанявского. В первом ряду второй слева — Н. И. Гучков, затем В. Ф. Джунковский, А. А. Адрианов, А. А. Тихомиров и председатель совета университета Н. В. Давыдов.

7 февраля 1908 года назначен московским градоначальником. До этого занимал должность военного судьи Санкт-Петербургского военно-окружного суда.
11 июля 1914 года Москва и Московская губерния были объявлены в положении чрезвычайной охраны. В связи с этим градоначальнику предоставлялись права главноначальствующего. Приступив к исполнению новых обязанностей, он издал постановление «Об изъятии из общей подсудности и передачи военно-окружному суду дел о вооруженном сопротивлении властям и устройстве стачек» (июль), «О воспрещении продажи и распития спиртных напитков в ресторанах г. Москвы» (10 октября).
В связи с началом Первой мировой войны в Москве была проведена мобилизация. Распоряжением главноначальствующего владельцам магазинов вменялось в обязанность осуществлять торговлю и в праздничные дни, чтобы отъезжающие на фронт солдаты и офицеры могли приобретать всё необходимое. В мае 1915 года, в связи с передачей полномочий главноначальствующего Ф. Ф. Юсупову, вернулся к исполнению своих прежних обязанностей московского градоначальника.
Подал прошение об отставке по требованию министра внутренних дел Н. А. Маклакова, негативно оценившего роль и служебные действия Адрианова во время произошедшего 26—28 мая 1915 года в Москве погрома жителей немецкого происхождения. В случае же отказа ему грозило «отчисление от должности» на основе высочайшего соизволения. В октябре 1916 года постановлением Московской судебной палаты Адрианов был привлечён как обвиняемый в бездействии и превышении власти.
По словам В. Ф. Джунковского:

это был аккуратный, незаметный работник, не блестящего ума, строгий законник, популярности не искал, работал честно и добросовестно, но так как он был чересчур кабинетный работник, то как градоначальник был слаб и нерешителен… Адрианов совершенно не сумел себя поставить в самостоятельное положение и, трепеща перед Юсуповым (главноначальствующим в Москве), сын которого был женат на племяннице Государя, стал в положение «как прикажете», боясь заявить своё мнение

## Награды и звания
Ордена:
- Святого Станислава 3-й степени (1894);
- Святой Анны 3-й степени (1898);
- Святого Станислава 2-й степени (1902);
- Святой Анны 2-й степени с мечами (1905);
- Святого Владимир 4-й степени (1905);
- Святого Владимира 3-й степени (1906);
- Святого Станислава 1-й степени (1910);
- Святой Анны 1-й степени (1913).

- Почётный член Московского столичного попечительства о народной трезвости, московского правления Попечительства императрицы Марии Александровны о слепых.